# L'immortale (colonna sonora)
L'immortale, pubblicato il 20 febbraio 2020, è la colonna sonora dell'omonimo film, diretto da Marco D'Amore, a cura dei Mokadelic.
L'album è costituito da 15 tracce strumentali arrangiate e composte dai Mokadelic.

## Tracce
1. Ciro's Solitary Thoughts
2. Gomorra Business Trip – First Impact
3. Nothing to Be Gained – The Origin
4. Doomed to Live – Long Time Ago
5. Showdown – A Robbery
6. Easy Father & Tragic Vodka – Back to Russians
7. Wild and Savage – A Secret Between Us
8. Doomed to Live – A Special Day
9. Easy Father – Inside the Nest
10. Doomed to Live – An Angel
11. Nothing to Be Gained – Dark Violence
12. Ray of Hope – The Departure
13. Doomed To Live – A New Beginning
14. Black Patrol – The Trap
15. Ciro's Solitary Thoughts – Ending

## Formazione
- Alessio Mecozzi
- Cristian Marras
- Alberto Broccatelli
- Maurizio Mazzenga
- Luca Novelli

## Crediti
- Sound Engineer: Davide Palmiotto

- Registrazioni effettuate presso il Forum Music Village da Davide Dell'Amore, assistente di studio: Sami Bianchi

- Violini: Prisca Amori, Anna Chulkina

- Viola: Francesco Negroni

- Violoncelli: Angelo Maria Santisi, Andrea Genovese